# پوشاک ورزشی

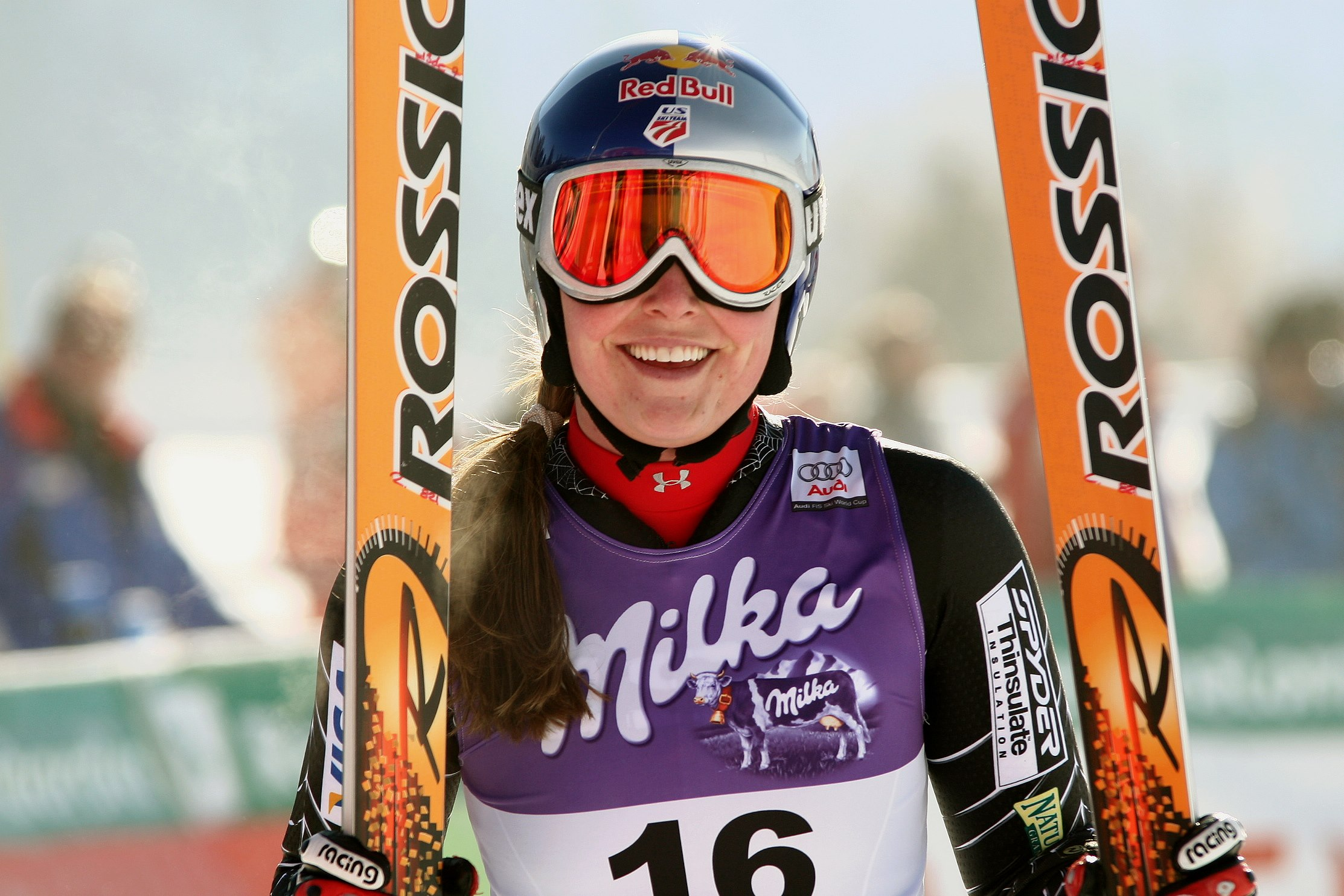
یک ورزشکار با لباس مخصوص اسکی

پوشاک ورزشی به گروهی از پوشاک می‌گویند که به‌ویژه برای ورزش و فعالیت بدنی پوشیده شوند. پوشاک ورزشی به دلایل افزایش کارایی بدن، راحتی و ایمنی پوشیده می‌شوند. در بیشتر ورزش‌ها، ورزشکاران باید پوشاک ویژه آن ورزش را بپوشند که می‌تواند شامل یک تی‌شرت و شورت، یک زره و کلاه و ... شود. لباس یوگا، لباس فوتبال و لباس اسکی مثال‌هایی از پوشاک ورزشی هستند.